# Filip Kaczmarek
Filip Andrzej Kaczmarek, né le 22 novembre 1966 à Poznań, est un homme politique polonais, député européen inscrit au groupe du Parti populaire européen de 2004 à 2014  (élu sur la liste de la PO).

## Biographie
En 1991, il est diplômé de la Faculté d'histoire de l'Université Adam Mickiewicz de Poznań. Il est président de l'Association des étudiants indépendants, au début des années 1990. Dans les années 1991-1992, il est le président de l'Union indépendante des étudiants polonais (NZS)  au niveau national. Il appartient à l'Association des Jeunes Libéraux puis à l'Association des Jeunes Démocrates.
À partir de 1990, il appartient au Congrès libéral-démocrate, au nom duquel, dans les années 1991-1993, il est membre de la Diète. Il est ensuite membre de l'Union pour la liberté en 2000, en 2001 il rejoint la PO.
De 1993 à 1995, il travaille au journal Głos Wielkopolski (pl) et en 1995-1996 à la branche de la télévision polonaise de Wielkopolska. Dans les années 1998-2002, il est conseiller et vice-président du conseil municipal de Poznań. Il est le premier directeur du bureau des fonds européens à la mairie de Poznań.
De 2005 à 2012, il est professeur assistant au Collège des sciences humaines et journalistiques de Poznań. Plus tard, il devient adjoint au Département de la publicité économique et des relations publiques à l'Université d'économie de Poznań.
Aux élections européennes de 2004, il est élu au Parlement européen, il est membre de la Commission du développement et de la commission du commerce extérieur. Aux élections de 2009, il sollicite avec succès sa réélection. Il devient membre du groupe du parti populaire européen et rejoint la commission du développement au cours de cette législature. En 2014, il ne sollicite pas de nouveau mandat européen.